# Seengen
Seengen es una comuna suiza del cantón de Argovia, ubicada en el distrito de Lenzburg. Limita al norte con la comuna de Egliswil, al noreste y este con Villmergen, al sureste con Sarmenstorf, al sur con Meisterschwanden, al suroeste con Boniswil, al oeste con Hallwil, y al noroeste con Seon.